# Stanmore, Shropshire
Stanmore är en by i civil parish Worfield, i distriktet Shropshire, i grevskapet Shropshire, i England. Byn är belägen 3 km från Bridgnorth. Byn hade 517 invånare år 2021.